# نیلز پیتر لمچه
نیلز پیتر لمچه (انگلیسی: Niels Peter Lemche؛ زادهٔ ۶ سپتامبر ۱۹۴۵) پژوهشگر عهد عتیق در دانشگاه کپنهاک اهل دانمارک است.